# (4445) Jimstratton
(4445) Jimstratton (1985 TC) – planetoida z pasa głównego asteroid okrążająca Słońce w ciągu 3,42 lat w średniej odległości 2,27 j.a. Odkryta 15 października 1985 roku.